# Сига (притока Чепци)
Воєби́ж — річка в Росії, ліва притока Чепци. Протікає територією Удмуртії (Глазовський район).
Річка починається з невеликого ставка в колишньому селі Качка, протікає спочатку на північний схід. Після села Порпієво повертає на північний захід. Впадає до Чепци навпроти села Нижня Богатирка, утворюючи заплавне пригирлове озеро Колупеиха. Береги річки у верхній та нижній течіях заліснені, в нижній течії вони стрімко обриваються до річки.
Приймає декілька дрібних приток, найбільшими з яких права Карсовайка та ліва Сига.
Над річкою розташовані села Сергієвка, Порпієво та Штанігурт, нижня течія знаходиться на території міста Глазова.
Цікавий факт: На старих радянських топографічних картах річка Воєбиж вказана як Сига, а Сига як Мала Сига.